# Rachid Bouaouzan
Rachid Bouaouzan, född 20 februari 1984 i Rotterdam, är en nederländsk fotbollsspelare med marockanskt påbrå. Han började sin proffskarriär i Sparta Rotterdam. Spelar i huvudsak som mittfältare och har god bollteknik.
Bouaouzan spelade för Helsingborgs IF i Allsvenskan dit han kom på lån från Wigan Athletic FC 2010. Var med och vann Svenska Cupen med HIF 2010 och 2011. Vann även Allsvenskan med HIF 2011. I Supercupfinalen i mars 2012 mot AIK spelade Bouaouzan från start och blev matchvinnare då han gjorde bägge av matchens två mål. I Supercupfinalen i mars 2011 byttes Bouaouzan in under andra halvlek.
Den 3 oktober 2013 blev det klart att Bouaouzan får sparken från Helsingborgs IF. Han hade tre månader kvar på sitt kontrakt.

## Meriter
- Svenska Cupen: 2010 och 2011
- Allsvenskan: 2011
- Svenska Supercupen: 2011 och 2012